# Lâm Đồng
Lâm Đồng là một tỉnh miền núi và ven biển thuộc vùng Nam Trung Bộ, Miền Trung của nước Việt Nam.
Theo dữ liệu Sáp nhập tỉnh, thành Việt Nam 2025, Lâm Đồng có diện tích: 24.233 km², là tỉnh lớn nhất Việt Nam; dân số: 3.872.999 người, xếp thứ 12; GRDP 2024: 319.878.839 triệu VNĐ, xếp thứ 8; thu ngân sách 2024: 27.190.308 triệu VNĐ, xếp thứ 14; thu nhập bình quân: 59,36 triệu VNĐ/năm, xếp thứ 14.
Tỉnh Lâm Đồng nằm trên 3 cao nguyên cao nhất của Tây Nguyên là Lâm Viên - Di Linh - Bảo Lộc (tên cũ là B'Lao) với độ cao 1500 mét so với mực nước biển. Tỉnh lỵ là phường Xuân Hương – Đà Lạt nằm cách Thành phố Hồ Chí Minh 300 km về hướng Đông Bắc, cách thành phố Đà Nẵng 658 km về phía nam, cách thủ đô Hà Nội 1.414 km tính theo đường Quốc lộ 1A. Năm 2010, Lâm Đồng là tỉnh đầu tiên của Tây Nguyên có 2 thành phố trực thuộc tỉnh (Đà Lạt, Bảo Lộc). Tiếp giáp với vùng kinh tế trọng điểm phía Nam.

## Tên gọi
Ở Tây Bắc thành phố Đà Lạt có một ngọn núi cao tên Lang Biang, đỉnh cao nhất 2.163m. Về sau, tên núi trở thành tên cao nguyên. Thời phong kiến, người ta đã Hán Việt hóa tên cao nguyên này thành Lâm Viên.
Ngày 1-11-1899, Toàn quyền Đông Dương ra nghị định tách khu vực thượng lưu sông Đồng Nai ra khỏi tỉnh Bình Thuận để thành lập tỉnh Đồng Nai Thượng (Province du Haut Donnai). Tỉnh lỵ đặt tại Di Linh.
Ngày 11-9-1903, Toàn quyền Đông Dương lại ra nghị định xóa bỏ tỉnh Đồng Nai Thượng, địa bàn lại thuộc tỉnh Bình Thuận.
Ngày 6-1-1916, Toàn quyền Đông Dương ra quyết định thành lập tỉnh Lâm Viên, tỉnh lị đặt tại Đà Lạt. Ngày 31-10-1920, lại có nghị định xóa bỏ tỉnh Lâm Viên; địa bàn chia làm hai: một phần thành lập thành phố Đà Lạt; một phần tái lập tỉnh Đồng Nai Thượng, tỉnh lỵ đặt tại Di Linh (Djiring).
Ngày 8-1-1941, Toàn quyền Đông Dương lại ra nghị định tái lập tỉnh Lâm Viên.
Ngày 19 tháng 5 năm 1958, chính quyền Việt Nam Cộng hòa đổi tên tỉnh Đồng Nai Thượng thành tỉnh Lâm Đồng, đồng thời tách một phần đất sáp nhập với thành phố Đà Lạt, thành lập tỉnh Tuyên Đức. Tỉnh Lâm Đồng gồm hai quận Di Linh và Bảo Lộc. Chính quyền Việt Nam Dân chủ Cộng hòa và Mặt trận Dân tộc Giải phóng Miền Nam Việt Nam nhập tỉnh Lâm Viên với tỉnh Đồng Nai Thượng thành tỉnh Lâm Đồng. Như vậy tỉnh Lâm Đồng do Việt Nam Dân chủ Cộng hòa và Mặt trận Dân tộc Giải phóng miền Nam Việt Nam đặt bao gồm 2 tỉnh Lâm Đồng và Tuyên Đức do chính quyền Việt Nam Cộng hòa đặt.
Tháng 2 năm 1976, 2 tỉnh Lâm Đồng và Tuyên Đức hợp nhất thành tỉnh Lâm Đồng.
Tên tỉnh Lâm Đồng có nguồn gốc từ sự kết hợp của 2 tỉnh là: tỉnh Lâm Viên (còn được gọi là Langbiang hay Lâm Biên) và tỉnh Đồng Nai Thượng. "Lâm (林/Lin)" có nghĩa là rừng, "Đồng (同/Tong)" có nghĩa là đồng ruộng; vậy nên tên gọi "Lâm Đồng (林同/Lin Tong)" có nghĩa là "rừng và đồng ruộng".

## Địa lý

### Vị trí

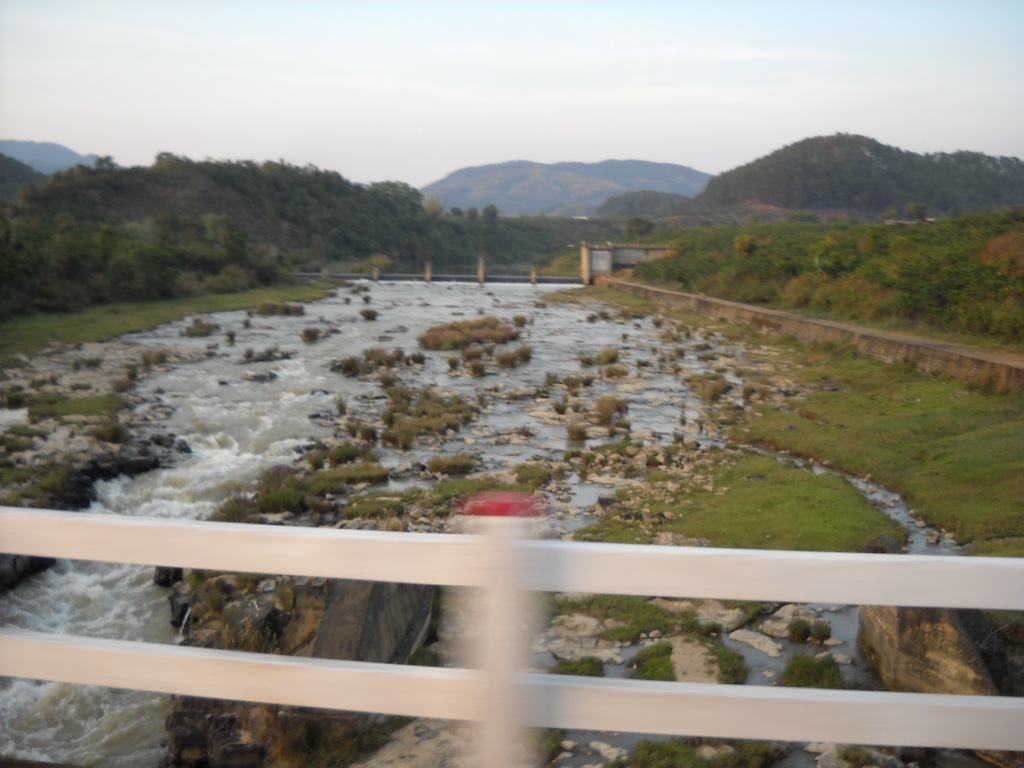
Sông Đa Dưng, Lâm Hà

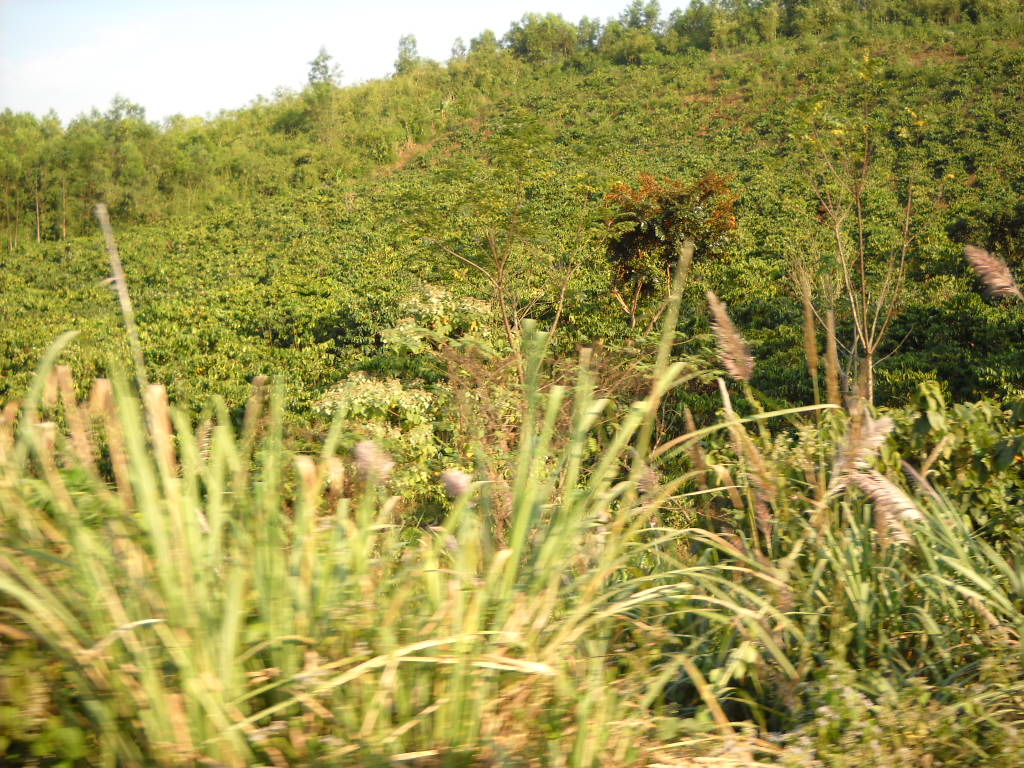
Đồi cây cà phê, Đam Rông

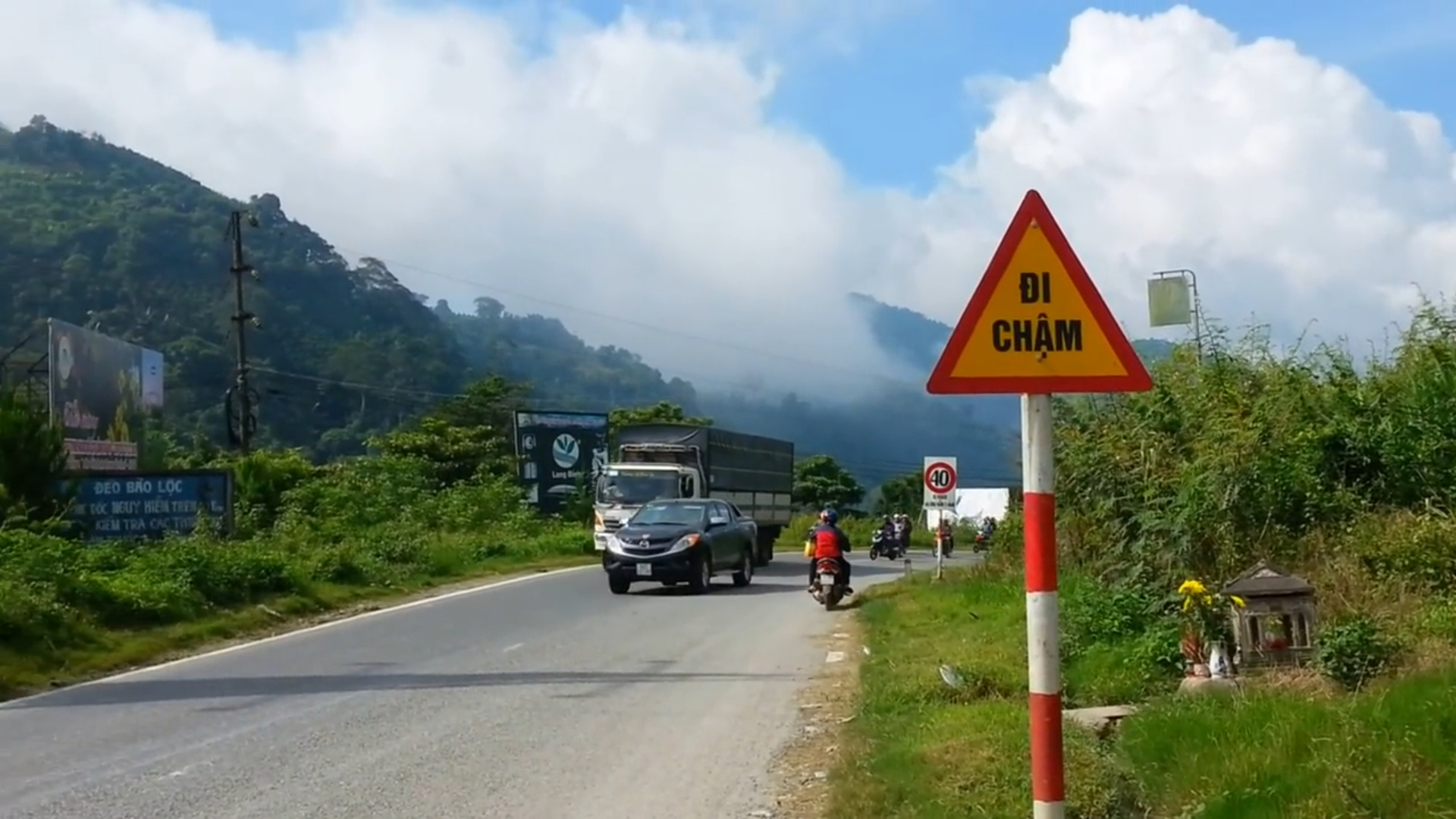
Đèo Bảo Lộc, Bảo Lộc

Lâm Đồng thuộc Nam Tây Nguyên, có tọa độ địa lý từ 11˚12'- 12˚15 vĩ độ bắc và 107˚45 kinh độ đông.
- Phía đông giáp tỉnh Khánh Hoà
- Phía tây giáp tỉnh Đồng Nai và Thành phố Hồ Chí Minh
- Phía nam giáp Biển Đông
- Phía bắc giáp tỉnh Đắk Lắk và tỉnh Mondulkiri của Campuchia.

Phía bắc là dãy núi Yang Bông có đỉnh cao 1749 mét. Dãy núi phía nam có đỉnh Đan Sê Na cao 1950 mét, đỉnh Langbiang cao 2163 mét, Hòn Giao cao 1948 mét. Phía nam hai dãy núi là cao nguyên Lang Biang, trên đó có thành phố Đà Lạt ở độ cao 1475 mét. Phía đông và nam tỉnh có cao nguyên Di Linh cao 1010 mét, phía tây nam có cao nguyên Bảo Lộc cao từ 900 ÷ 1100m địa hình khá bằng phẳng và đông dân cư, là nơi đầu nguồn của sông La Ngà.

#### Những liên kết với Nam Bộ
Tuy thuộc vùng Tây Nguyên nhưng Lâm Đồng vẫn có những liên kết nhất định với vùng Nam Bộ ở một vài lĩnh vực:
- Về mặt quân sự, Lâm Đồng được xếp vào Quân khu 7 (quân khu Đông Nam Bộ mở rộng)[6].
- Về mặt công thương, Công ty Điện lực Lâm Đồng trực thuộc Tổng công ty Điện lực Miền Nam.

### Địa hình
Nằm ở phía Nam Tây Nguyên, trên 3 cao nguyên (cao nguyên Lâm Viên, cao nguyên Di Linh, cao nguyên Bảo Lộc) và là khu vực đầu nguồn của hệ thống sông suối lớn, địa hình đa số là núi và cao nguyên với độ cao trung bình từ 800 đến 1.000 mét so với mực nước biển, đồng thời cũng có những thung lũng nhỏ bằng phẳng. Đặc điểm nổi bật của địa hình tỉnh Lâm Đồng là sự phân bậc khá rõ ràng từ bắc xuống nam.

### Khí hậu
Do chịu ảnh hưởng của khí hậu nhiệt đới gió mùa biến thiên theo độ cao, chính vì vậy khí hậu Lâm Đồng được chia làm 2 mùa riêng biệt là mùa mưa và mùa khô. Mùa mưa thường bắt đầu từ tháng 5 kéo dài đến tháng 11, mùa khô từ tháng 12 đến tháng 4 năm sau. Nhiệt độ cũng thay đổi rõ rệt giữa các khu vực, càng lên cao nhiệt độ càng giảm. Nhiệt độ trung bình năm của tỉnh dao động từ 18 – 250C, thời tiết ôn hòa và mát mẻ quanh năm, thường ít có những biến động lớn trong chu kỳ năm. Lượng mưa trung bình 1.750 – 3.150 mm/năm, độ ẩm tương đối trung bình cả năm 85 – 87%. Đặc biệt Đà Lạt thuộc Lâm Đồng có khí hậu cận nhiệt đới núi cao ngay trong vùng khí hậu nhiệt đới savan điển hình và nằm không xa các trung tâm đô thị lớn và vùng đồng bằng đông dân.
Nằm trong hệ thống sông Đồng Nai, có nguồn nước rất phong phú, mạng lưới suối khá dày đặc, tiềm năng thủy điện rất lớn, với 73 hồ chứa nước, 92 đập dâng. Sông suối trên địa bàn Lâm Đồng phân bố khá đồng đều, phần lớn sông suối chảy từ hướng đông bắc xuống tây nam, hầu hết các sông suối ở đây đều có lưu vực khá nhỏ và có nhiều ghềnh thác ở thượng nguồn.

## Lịch sử
| Dân số tỉnh Lâm Đồng 1967 | Dân số tỉnh Lâm Đồng 1967 |
| Quận                      | Dân số                    |
| ------------------------- | ------------------------- |
| Bảo Lộc                   | 44.239                    |
| Di Linh                   | 22.541                    |
| Tổng số                   | 66.780                    |

### Thời kỳ Pháp thuộc
Ngày 1 tháng 11 năm 1899, chính quyền Pháp thuộc thành lập tỉnh Đồng Nai Thượng (Province de Haut-Donnaï), tỉnh lỵ đặt tại Di Linh (Djiring). Ernest Outrey làm công sứ đầu tiên.
Năm 1905, tỉnh Đồng Nai Thượng bị bãi bỏ, chuyển thành đại lý hành chính Di Linh, do đại diện của Công sứ Bình Thuận cai trị.
Năm 1913, nhập đại lý Đà Lạt với đại lý Di Linh, gọi chung là đại lý Di Linh và vẫn thuộc tỉnh Bình Thuận, đặt Élie Joseph Marie Cunhac làm đại biện.
Ngày 6 tháng 1 năm 1916, chính quyền Pháp thuộc thành lập tỉnh Lâm Viên, gồm đại lý Đà Lạt mới lập lại và đại lý Di Linh, tách từ tỉnh Bình Thuận. Tỉnh lỵ đặt tại Đà Lạt, Cunhac làm công sứ đầu tiên. Tỉnh Lâm Viên còn được gọi là Langbiang hay Lâm Viên.
Ngày 31 tháng 10 năm 1920: xóa bỏ tỉnh Lâm Viên, một phần lập ra thành phố Đà Lạt, phần còn lại lập lại tỉnh Đồng Nai Thượng, tỉnh lỵ đặt tại Di Linh, công sứ lúc này là L Garnier. Năm 1928 chuyển tỉnh lỵ tỉnh Đồng Nai Thượng về Đà Lạt, do L'Helgoach làm công sứ.
Ngày 8 tháng 1 năm 1941, lập lại tỉnh Lâm Viên, tỉnh lỵ đặt tại Đà Lạt, De Redon làm công sứ đầu tiên. Tỉnh lị tỉnh Đồng Nai Thượng chuyển về Di Linh.

### Thời kỳ Việt Nam Cộng hòa
Ngày 19 tháng 5 năm 1958, chính quyền Việt Nam Cộng hòa đổi tên tỉnh Đồng Nai Thượng thành tỉnh Lâm Đồng, đồng thời tách một phần đất sáp nhập với thành phố Đà Lạt, thành lập tỉnh Tuyên Đức. Tỉnh Lâm Đồng gồm 2 quận Bảo Lộc (B'Lao) và Di Linh, tỉnh lỵ đặt tại Bảo Lộc.
Chính quyền Việt Nam Dân chủ Cộng hòa và Mặt trận Dân tộc Giải phóng miền Nam Việt Nam nhập tỉnh Lâm Viên với tỉnh Đồng Nai Thượng thành tỉnh Lâm Đồng. Như vậy tỉnh Lâm Đồng do Việt Nam Dân chủ Cộng hòa và Mặt trận Dân tộc Giải phóng miền Nam Việt Nam đặt bao gồm 2 tỉnh Lâm Đồng và Tuyên Đức do Việt Nam Cộng hòa đặt.

### Thời kỳ thống nhất
Tháng 2 năm 1976, 2 tỉnh Lâm Đồng và Tuyên Đức hợp nhất thành tỉnh Lâm Đồng mới, gồm thành phố Đà Lạt và 4 huyện: Bảo Lộc, Di Linh, Đơn Dương, Đức Trọng.
Ngày 14 tháng 3 năm 1979, chia huyện Bảo Lộc thành 2 huyện: Bảo Lộc và Đạ Huoai; chia huyện Đơn Dương thành 2 huyện: Đơn Dương và Lạc Dương.
Ngày 6 tháng 6 năm 1986, chia huyện Đạ Huoai thành 3 huyện: Đạ Huoai, Đạ Tẻh và Cát Tiên.
Ngày 28 tháng 10 năm 1987, chia huyện Đức Trọng thành 2 huyện: Đức Trọng và Lâm Hà.
Ngày 11 tháng 7 năm 1994, chia huyện Bảo Lộc thành thị xã Bảo Lộc và huyện Bảo Lâm.
Ngày 24 tháng 7 năm 1999, thành phố Đà Lạt được Thủ tướng Chính phủ công nhận là đô thị loại II.
Ngày 17 tháng 11 năm 2004, thành lập huyện Đam Rông trên cơ sở tách 3 xã thuộc huyện Lạc Dương và 5 xã thuộc huyện Lâm Hà.
Ngày 23 tháng 3 năm 2009, thành phố Đà Lạt được công nhận là đô thị loại I trực thuộc tỉnh Lâm Đồng.
Ngày 8 tháng 4 năm 2010, chuyển thị xã Bảo Lộc thành thành phố Bảo Lộc. Tỉnh Lâm Đồng có 2 thành phố và 10 huyện.
Ngày 24 tháng 10 năm 2024, Ủy ban Thường vụ Quốc hội ban hành Nghị quyết số 1245/NQ-UBTVQH15 về việc sắp xếp đơn vị hành chính cấp huyện, cấp xã của tỉnh Lâm Đồng giai đoạn 2023 – 2025 (nghị quyết có hiệu lực từ ngày 1 tháng 12 năm 2024). Theo đó, sáp nhập huyện Cát Tiên và huyện Đạ Tẻh vào huyện Đạ Huoai.
Tỉnh Lâm Đồng có 2 thành phố và 8 huyện như hiện nay.
Ngày 12 tháng 06 năm 2025, Quốc hội ban hành Nghị quyết số 202/2025/QH15 về việc sắp xếp đơn vị hành chính cấp tỉnh (nghị quyết có hiệu lực từ ngày 01 tháng 07 năm 2025). Theo đó, sáp nhập toàn bộ tỉnh Bình Thuận và tỉnh Đắk Nông vào tỉnh Lâm Đồng lấy tên là tỉnh Lâm Đồng.
Sau khi sáp nhập, tỉnh Lâm Đồng có 24.233,07 km² diện tích tự nhiên và quy mô dân số là 3.872.999 người. Là tỉnh có diện tích lớn nhất Việt Nam sau sáp nhập.

## Hành chính
Tỉnh Lâm Đồng được chia thành 124 đơn vị hành chính cấp xã, trong đó bao gồm 103 xã, 20 phường, và 1 đặc khu.
| Tên                  | Diện tích (km²) | Dân số (người) |
| -------------------- | --------------- | -------------- |
| Phường (20)          |                 |                |
| B'Lao                | 33,72           | 51.538         |
| Bắc Gia Nghĩa        | 250,55          | 37.760         |
| Bình Thuận           | 45,16           | 47.858         |
| Cam Ly - Đà Lạt      | 80,92           | 48.919         |
| Đông Gia Nghĩa       | 105,78          | 24.199         |
| Hàm Thắng            | 44,90           | 54.544         |
| La Gi                | 68,47           | 60.549         |
| Lang Biang - Đà Lạt  | 322,66          | 40.041         |
| Lâm Viên - Đà Lạt    | 35,03           | 71.369         |
| Nam Gia Nghĩa        | 80,58           | 23.650         |
| Mũi Né               | 118,59          | 50.166         |
| Phan Thiết           | 4,46            | 85.493         |
| Phú Thủy             | 17,31           | 54.049         |
| Phước Hội            | 38,09           | 49.480         |
| Phường 1 Bảo Lộc     | 51,46           | 55.845         |
| Phường 2 Bảo Lộc     | 176,72          | 49.564         |
| Phường 3 Bảo Lộc     | 108,98          | 54.445         |
| Tiến Thành           | 55,06           | 28.395         |
| Xuân Hương – Đà Lạt  | 73,45           | 103.178        |
| Xuân Trường - Đà Lạt | 168,83          | 36.163         |
| Xã (103)             |                 |                |
| Bảo Lâm 1            | 204,43          | 44.151         |
| Bảo Lâm 2            | 114,00          | 33.092         |
| Bảo Lâm 3            | 152,13          | 32.917         |
| Bảo Lâm 4            | 343,35          | 10.073         |
| Bảo Lâm 5            | 511,88          | 11.596         |
| Bảo Thuận            | 300,30          | 29.557         |
| Bắc Bình             | 148,99          | 51.344         |
| Bắc Ruộng            | 165,33          | 18.949         |
| Cát Tiên             | 78,13           | 19.735         |
| Cát Tiên 2           | 177,26          | 15.042         |

| Tên               | Diện tích (km²) | Dân số (người) |
| ----------------- | --------------- | -------------- |
| Cát Tiên 3        | 171,31          | 10.591         |
| Cư Jút            | 104,11          | 49.614         |
| D'Ran             | 240,89          | 33.517         |
| Di Linh           | 268,28          | 64.179         |
| Đạ Huoai          | 113,96          | 23.117         |
| Đạ Huoai 2        | 249,57          | 14.929         |
| Đạ Huoai 3        | 131,51          | 6.571          |
| Đạ Tẻh            | 145,85          | 30.725         |
| Đạ Tẻh 2          | 186,07          | 14.590         |
| Đạ Tẻh 3          | 194,82          | 11.678         |
| Đam Rông 1        | 172,55          | 17.265         |
| Đam Rông 2        | 365,58          | 16.253         |
| Đam Rông 3        | 139,38          | 15.841         |
| Đam Rông 4        | 391,25          | 17.184         |
| Đắk Mil           | 213,76          | 31.579         |
| Đắk Sắk           | 99,00           | 28.058         |
| Đắk Song          | 193,19          | 12.701         |
| Đắk Wil           | 515,16          | 24.344         |
| Đinh Trang Thượng | 203,77          | 20.568         |
| Đinh Văn Lâm Hà   | 89,87           | 48.702         |
| Đông Giang        | 205,23          | 5.131          |
| Đồng Kho          | 268,72          | 30.885         |
| Đơn Dương         | 127,81          | 45.160         |
| Đức An            | 161,02          | 33.178         |
| Đức Lập           | 88,19           | 48.586         |
| Đức Linh          | 103,27          | 51.099         |
| Đức Trọng         | 148,78          | 85.163         |
| Gia Hiệp          | 324,43          | 21.462         |
| Hải Ninh          | 289,99          | 19.422         |
| Hàm Kiệm          | 162,09          | 31.445         |
| Hàm Liêm          | 113,81          | 31.253         |
| Hàm Tân           | 198,46          | 35.209         |

| Tên             | Diện tích (km²) | Dân số (người) |
| --------------- | --------------- | -------------- |
| Hàm Thạnh       | 440,70          | 16.306         |
| Hàm Thuận       | 198,36          | 50.680         |
| Hàm Thuận Bắc   | 292,70          | 29.855         |
| Hàm Thuận Nam   | 111,82          | 32.771         |
| Hiệp Thạnh      | 127,19          | 51.310         |
| Hòa Bắc         | 159,35          | 19.979         |
| Hòa Ninh        | 95,17           | 31.904         |
| Hòa Thắng       | 328,09          | 11.558         |
| Hoài Đức        | 105,04          | 47.509         |
| Hồng Sơn        | 189,01          | 29.875         |
| Hồng Thái       | 101,64          | 25.049         |
| Ka Đô           | 108,08          | 27.954         |
| Kiến Đức        | 167,63          | 38.928         |
| Krông Nô        | 159,82          | 22.636         |
| La Dạ           | 264,17          | 9.435          |
| Lạc Dương       | 828,01          | 14.912         |
| Liên Hương      | 128,23          | 70.737         |
| Lương Sơn       | 159,21          | 23.912         |
| Nam Ban Lâm Hà  | 117,55          | 32.722         |
| Nam Dong        | 104,04          | 35.701         |
| Nam Đà          | 132,69          | 21.520         |
| Nam Hà Lâm Hà   | 100,34          | 10.978         |
| Nam Thành       | 201,78          | 37.497         |
| Nâm Nung        | 219,66          | 19.655         |
| Nghị Đức        | 114,97          | 20.737         |
| Nhân Cơ         | 158,05          | 27.898         |
| Ninh Gia        | 143,83          | 16.311         |
| Phan Rí Cửa     | 67,67           | 86.813         |
| Phan Sơn        | 584,52          | 7.428          |
| Phú Sơn Lâm Hà  | 240,08          | 25.212         |
| Phúc Thọ Lâm Hà | 230,47          | 23.308         |
| Quảng Hòa       | 85,44           | 8.594          |

| Tên           | Diện tích (km²) | Dân số (người) |
| ------------- | --------------- | -------------- |
| Quảng Khê     | 224,29          | 17.825         |
| Quảng Lập     | 135,08          | 24.898         |
| Quảng Phú     | 263,58          | 17.573         |
| Quảng Sơn     | 454,22          | 22.018         |
| Quảng Tân     | 294,18          | 31.185         |
| Quảng Tín     | 310,17          | 34.591         |
| Quảng Trực    | 558,78          | 11.168         |
| Sông Lũy      | 253,33          | 21.243         |
| Sơn Điền      | 261,88          | 7.310          |
| Sơn Mỹ        | 254,52          | 26.599         |
| Suối Kiết     | 378,61          | 16.656         |
| Tà Đùng       | 531,33          | 22.703         |
| Tà Hine       | 128,69          | 23.027         |
| Tà Năng       | 258,33          | 13.077         |
| Tánh Linh     | 271,39          | 46.741         |
| Tân Hà Lâm Hà | 168,34          | 38.996         |
| Tân Hải       | 77,18           | 25.626         |
| Tân Hội       | 79,94           | 28.979         |
| Tân Lập       | 195,58          | 19.612         |
| Tân Minh      | 223,76          | 22.292         |
| Tân Thành     | 177,58          | 31.309         |
| Thuận An      | 315,81          | 22.625         |
| Thuận Hạnh    | 129,78          | 19.236         |
| Tuy Đức       | 265,99          | 31.786         |
| Tuy Phong     | 444,10          | 9.510          |
| Tuyên Quang   | 38,17           | 28.817         |
| Trà Tân       | 135,94          | 29.638         |
| Trường Xuân   | 322,47          | 26.838         |
| Vĩnh Hảo      | 138,58          | 15.509         |
| Đặc khu (1)   |                 |                |
| Phú Quý       | 18,02           | 32.268         |

## Kinh tế
Lâm Đồng có diện tích trồng trà lớn nhất Việt Nam. Tuy nhiên một phần lớn doanh thu của tỉnh là nhờ vào phát triển du lịch và xuất khẩu cà phê. Trong bảng xếp hạng về Chỉ số năng lực cạnh tranh cấp tỉnh của Việt Nam năm 2011, tỉnh Lâm Đồng xếp ở vị trí thứ 61/63 tỉnh thành, đến năm 2015 xếp hạng 20/63 tỉnh thành Việt Nam.
Giai đoạn 9 tháng đầu năm 2012, GDP theo giá so sánh năm 1994 đạt 7.247 tỷ đồng tăng 15,6% so với cùng kỳ 2011. Trong đó Nông lâm thủy sản 1.752 tỷ đồng, công nghiệp - xây dựng đạt 2.760,8 tỷ đồng, dịch vụ 2.733,7 tỷ đồng. Cũng trong giai đoạn này, GDP theo giá hiện hành đạt 19.366 tỷ đồng tăng 24% so với cùng kỳ 2011. Trong đó Nông lâm thủy sản 6.104 tỷ đồng, công nghiệp - xây dựng đạt 4.515 tỷ đồng, dịch vụ 8.747 tỷ đồng. Tổng kim ngạch xuất khẩu đạt 197.7 tỷ đồng tăng 9,6 %, tổng mức đầu tư xã hội đạt 8.550 tỷ đồng, Thu ngân sách nhà nước trên địa bàn 2.886,5 tỷ đồng, thu hút du lịch đạt 2,98 triệu lượt đồng thời giải quyết cho 22.663 lao động.

## Dân cư và Tôn giáo

### Dân cư
Tính đến ngày 1 tháng 4 năm 2019, dân số toàn tỉnh Lâm Đồng đạt 1.296.906 người, mật độ dân số đạt 125 người/km² Trong đó dân số sống tại thành thị đạt gần 508.755 người, chiếm 39,2% dân số toàn tỉnh, dân số sống tại nông thôn đạt 788.151 người, chiếm 60,8% dân số. Dân số nam đạt 653.074 người, trong khi đó nữ đạt 643.832 người. Tỷ lệ tăng tự nhiên dân số phân theo địa phương tăng 0,88 ‰ Lâm Đồng cũng là tỉnh có tỷ lệ đô thị hóa cao nhất Tây Nguyên (42,7%; tính đến năm 2022).

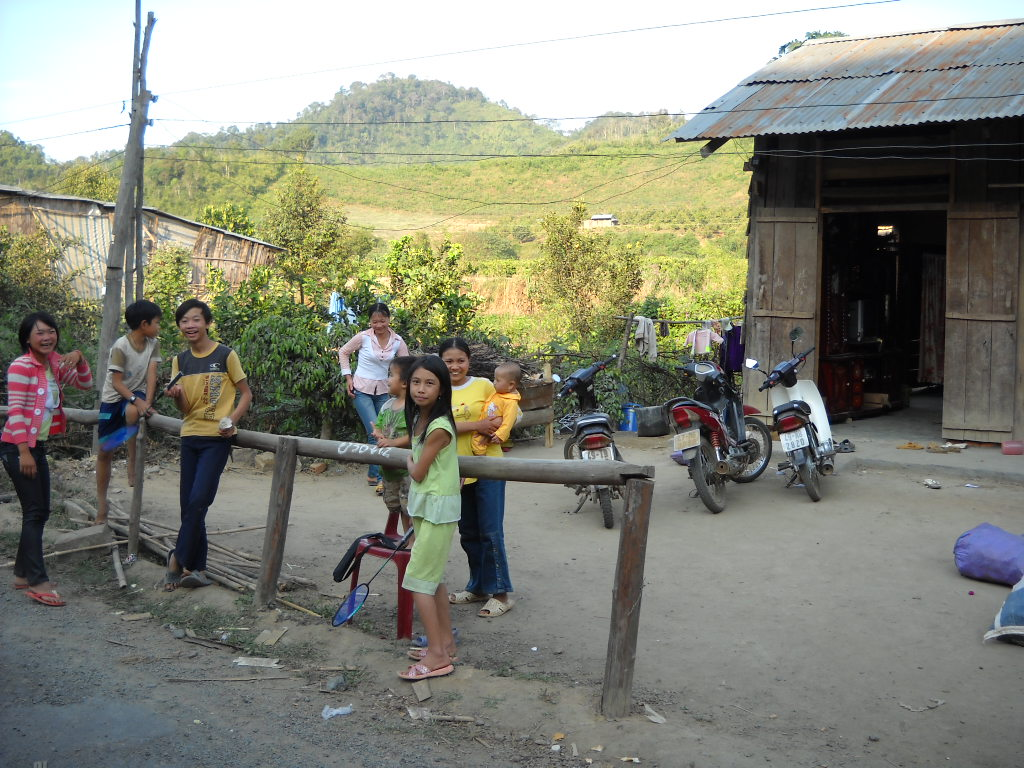
Trẻ em vùng cao, Daring

Theo thống kê của tổng cục thống kê Việt Nam, tính đến ngày 1 tháng 4 năm 2009, trên địa bàn toàn tỉnh có 43 dân tộc cùng 18 người nước ngoài sinh sống. Trong đó dân tộc Kinh là đông nhất với 901.316 người, xếp ở vị trí thứ hai là người Kaho với 145.665 người, người Mạ đứng ở vị trí thứ 3 với 31.869 người, thứ 4 là người Nùng với 24.526 người, người Tày có 20.301 người, Chu Ru có 18.631 người, người Hoa có 14.929 người, Mnông có 9.099 người, người Thái có 5.277 người, người Mường có 4.445 người cùng các dân tộc ít người khác như Mông với 2.894 người, Dao với 2.423 người, Khơ Me với 1.098 người... ít nhất là Lô Lô, Cơ Lao và Cống mỗi dân tộc chỉ có duy nhất 1 người.

### Tôn giáo
Tính đến ngày 1 tháng 4 năm 2019, toàn tỉnh Lâm Đồng có 12 Tôn giáo khác nhau chiếm 741.836 người. Trong đó, nhiều nhất là Công giáo có 380.996 người, Phật giáo có 200.560 người, Tin Lành có 113.536 người, Cao Đài có 46.220 người, cùng các tôn giáo khác như Phật giáo Hòa Hảo với 330 người, Hồi Giáo có 75 người, Bà La Môn có 72 người, 27 người theo Đạo Tứ Ân Hiếu Nghĩa, 11 người theo Minh Sư Đạo, 5 người theo đạo Bahá'í, 3 người theo Minh Lý Đạo, 1 người Tịnh độ cư sĩ Phật hội Việt Nam.

## Y tế & giáo dục

### Giáo dục
Tính đến thời điểm ngày 30 tháng 9 năm 2011, trên địa bàn toàn tỉnh Lâm Đồng có 459 trường học ở cấp phổ trong đó có 37 trường Trung học phổ thông, Trung học cơ sở có 133 trường, Tiểu học có 251 trường, trung học có 22 trường, có 16 trường phổ thông cơ sở, bên cạnh đó còn có 200 trường mẫu giáo. Với hệ thống trường học như thế, nền giáo dục trong địa bàn Tỉnh Lâm Đồng cũng tương đối hoàn chỉnh, góp phần giảm thiểu nạn mù chữ trong địa bàn tỉnh.
Tỉnh có 4 trường đại học là Trường Đại học Đà Lạt, Trường Đại học Yersin Đà Lạt, Trường Đại học Kiến trúc Thành phố Hồ Chí Minh cơ sở Đà Lạt, Trường Đại học Tôn Đức Thắng cơ sở Bảo Lộc và 2 học viện là Học viện Lục quân, Phân viện Học viện Hành chính Quốc Gia (Việt Nam) khu vực Tây Nguyên. 

### Y tế
Theo thống kê về y tế năm 2022, trên địa bàn toàn tỉnh Lâm Đồng có 189 cơ sở khám chữa bệnh trực thuộc Sở Y tế. Trong đó có 14 Bệnh viện, 22 phòng khám đa khoa khu vực và 142 Trạm y tế phường xã, 1 bệnh viện điều dưỡng và phục hồi chức năng, với 3015 giường bệnh và 582 bác sĩ, 596 y sĩ, 859 y tá và khoảng 483 nữ hộ sinh.

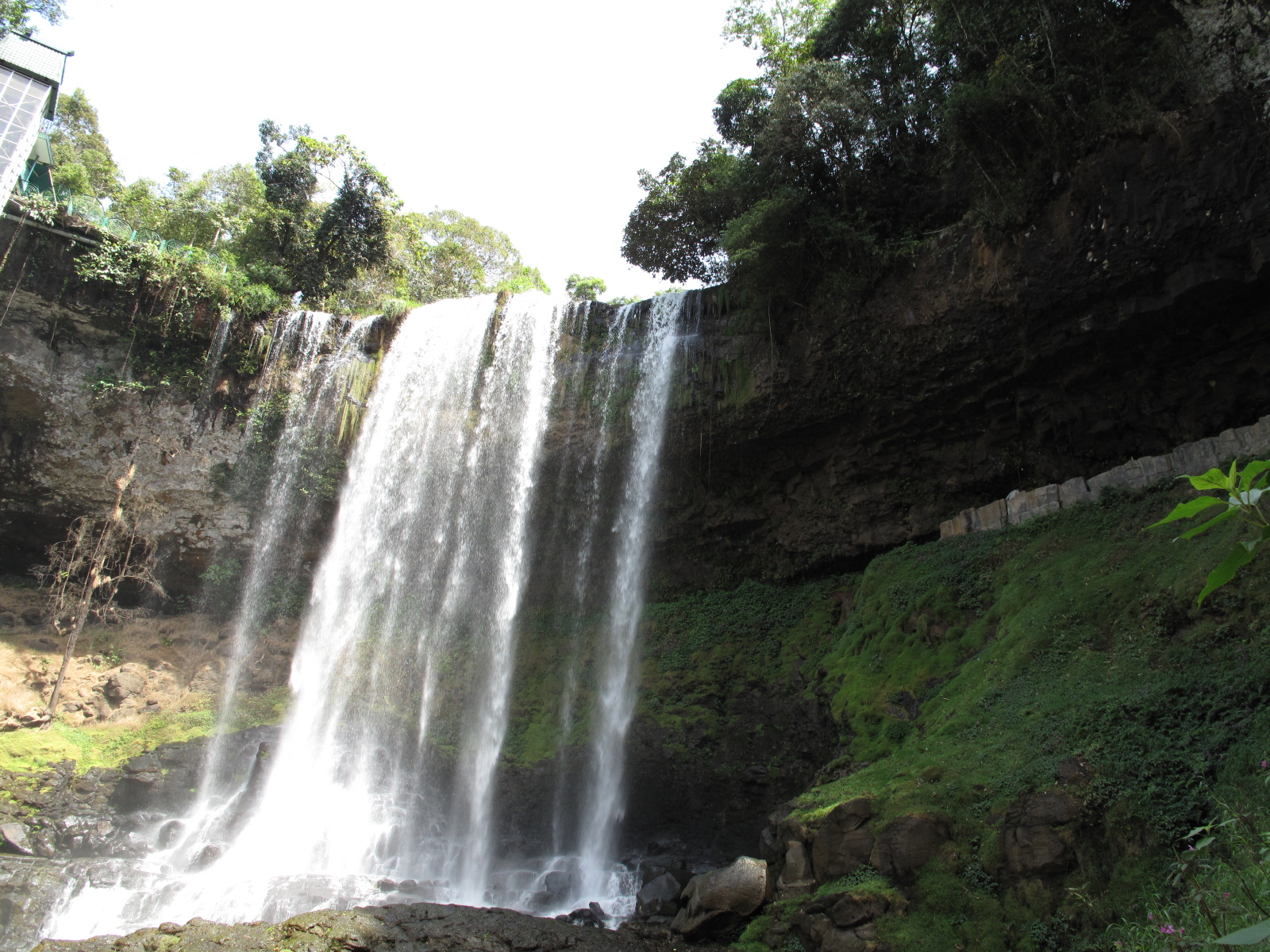
Thác ĐamBri.

## Giao thông
Mặc dù địa hình chủ yếu là đèo, núi, tuy nhiên hệ thống giao thông đường bộ vẫn phân bố đều khắp các vùng trong tỉnh. Các tuyến đường Quốc lộ tại Lâm Đồng như Quốc lộ 20, Quốc lộ 28, Quốc lộ 55, Quốc lộ 27.
Các con sông lớn chảy qua địa bàn tỉnh như sông Đa Dâng, sông Đồng Nai, sông La Ngà, sông Đa Nhim, nhưng vì tốc độ chảy khá cao, ngắn và dốc nên không thuận lợi cho giao thông đường thủy. Mặt khác đối với đường hàng không thì tỉnh có sân bay Liên Khương, với các hãng Vietnam Airlines, Air Mekong và Vietjet Air,Bamboo Airways,AirAsia,.. có các chuyến bay thẳng nối Đà Nẵng, Hà Nội và Thành phố Hồ Chí Minh và một số sân bay quốc tế trong khu vực tới Sân bay quốc tế Liên Khương, nằm ở ngoại ô thành phố Đà Lạt.
Tỉnh  Lâm Đồng không nằm trên trục giao thông chính của nước ta là Quốc lộ 1A, vì thế để di chuyển đến địa phận tỉnh Lâm Đồng phải rẽ vào Quốc lộ 20 từ Quốc lộ 1A.

### Đường bộ
Có ba tuyến đường bộ có lưu lượng giao thông lớn trên địa bàn tỉnh là Quốc Lộ 20 kết nối Lâm Đồng với Đồng Nai và đi tuyến TP. Hồ Chí Minh. Quốc Lộ 27 kết nối Lâm Đồng với Khánh Hòa mà lưu lượng chính chủ yếu là tuyến Đà Lạt - Nha Trang. Đường cao tốc Liên Khương – Prenn kết nối sân bay Liên Khương đến Đà Lạt.

##### Xe buýt
Xe buýt đóng vai trò quan trọng trong việc di chuyển tham quan du lịch tại Lâm Đồng. Theo đó, có một số tuyến xe buýt chính bao gồm:
- Tuyến Đà Lạt - Đơn Dương
- Tuyến Đà Lạt - Lạc Dương
- Tuyến Đà Lạt - Bảo Lộc
- Tuyến Đà Lạt - Xuân Trường
- Tuyến Đà Lạt - Tân Thanh
- Tuyến Đà Lạt - Đại Lào
- Tuyến Đà Lạt - Phú Sơn
- Tuyến Đà Lạt - Thái Phiên
- Tuyến Đà Lạt - Đức Trọng

Ngoài các tuyến trên còn một số tuyến xe buýt khác được khai thác nhằm tạo thuận lợi cho di chuyển giữa các địa điểm và cả phục vụ cho tham quan du lịch các địa điểm nổi tiếng của Lâm Đồng.

##### Biển số xe
Biển số xe của các huyện, thành phố trực thuộc tỉnh Lâm Đồng như sau:
- Biển số ô tô: 49A, 49B, 49C, 49D, 49LD
- Biển Thành phố Đà Lạt: 49-B1, 49-M8
- Biển số Đơn Dương: 49-F1
- Biển số Lạc Dương: 49-P1
- Biển số Đức Trọng: 49-E1
- Biển số Lâm Hà: 49-D1
- Biển số Đam Rông: 49-C1
- Biển số Di Linh: 49-G1
- Biển số Đạ Huoai: 49-L1
- Biển số Đạ Tẻh: 49-M1
- Biển số Cát Tiên: 49-N1
- Biển số Thành phố Bảo Lộc: 49-K1; 49-S1
- Biển số Bảo Lâm: 49-H1

### Đường không
Trước đây, sân bay Liên Khương chỉ khai thác tuyến Đà Lạt - Hà Nội với tần suất bay 02 chuyến/tuần. Những  năm trở lại đây, giao  thông bằng đường hàng không dần trở nên phổ biến hơn khi các hãng hàng không mở rộng khai thác thêm các tuyến bay kết nối Sân Bay Liên Khương với các địa điểm khác.

## Du lịch
Lâm Đồng có nhiều thắng cảnh nổi tiếng như các thác nước tại huyện Đức Trọng và những thắng cảnh thiên nhiên tại thành phố mộng mơ Đà Lạt như Hồ Than Thở, Hồ Xuân Hương,...
Tuy nhiên, trong thời gian gần đây, do không được quan tâm bảo trì đúng mức, cảnh quan nhiều thắng cảnh đang bị phá hủy. Ngày nay 10 trong số 17 thắng cảnh quốc gia xuống cấp, trong đó có ba ngọn thác ở huyện Đức Trọng đã được xếp hạng quốc gia tại Lâm Đồng đã biến mất gồm: thác Gougah, thác Liên Khương và thác Bảo Đại. Lý do là vì các đơn vị được giao đầu tư thiếu năng lực và chỉ lo khai thác kinh doanh bán vé . Ông Đinh Bá Quang - Trưởng phòng Quản lý di sản văn hóa (Sở VH-TT-DL) Lâm Đồng cho biết: "Theo quy định, hằng năm các đơn vị trích từ 3 - 5% lãi suất kinh doanh để tu bổ, tôn tạo và tổ chức các hoạt động văn hóa tại di tích. Thế nhưng thực tế qua kiểm tra thì các điểm này không thực hiện được như vậy". 